# Rachel Kempson

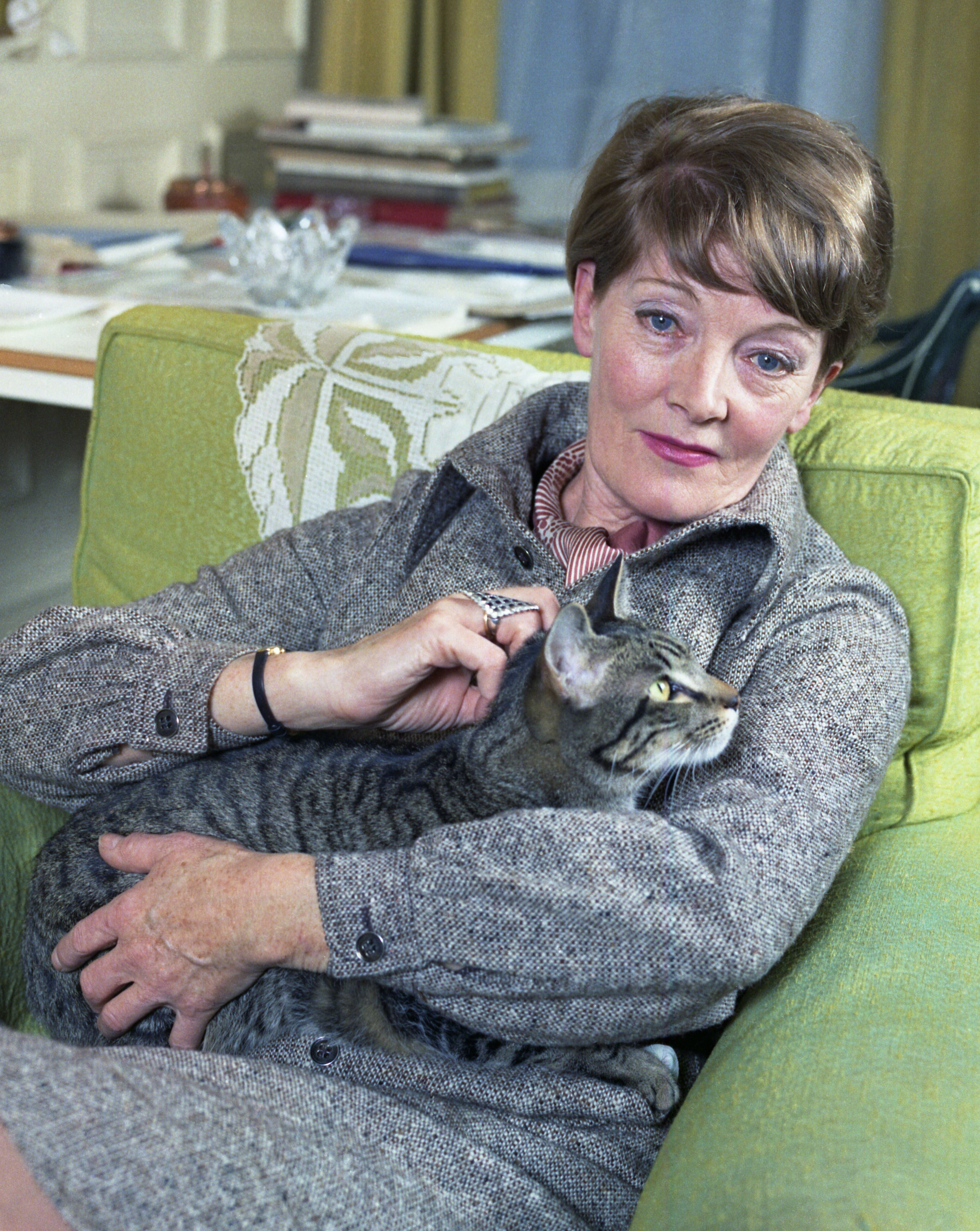
Rachel Kempson (1974)

Rachel Kempson (* 28. Mai 1910 in Dartmouth, Großbritannien; † 24. Mai 2003 in Millbrook, New York, USA) war eine britische Schauspielerin.

## Leben
Rachel Kempson wurde als Tochter von Beatrice Hamilton, geborene Ashwell, und Eric William Edward Kempson geboren. Sie studierte Schauspielerei an der Royal Academy of Dramatic Art, bevor sie sich der Royal Shakespeare Company anschloss. Nachdem sie zuerst vor allem am Theater aufgetreten war, wirkte Kempson ab den 1960er Jahren vermehrt in Film- und Fernsehproduktionen mit. Zu ihren bekanntesten Rollen gehören unter anderen die Ehefrau von James Mason in Georgy Girl (1966), die Earl-Schwester Lady Lorradaile im Weihnachtsklassiker Der kleine Lord (1980) sowie Lady Belfield in dem Filmdrama Jenseits von Afrika (1986) mit Meryl Streep und Robert Redford. 1997 hatte sie ihren letzten Filmauftritt in dem Kinofilm Déjà Vu.

## Persönliches
1935 heiratete sie ihren Schauspielkollegen Michael Redgrave und stand mit ihm mehrmals auf der Bühne. Sie blieb bis zu seinem Tod im Jahre 1985 mit Redgrave verheiratet. Aus dieser Ehe gingen die Schauspielerinnen Vanessa Redgrave und Lynn Redgrave sowie der Schauspieler Corin Redgrave hervor. 1959 wurde ihr Ehemann zum Ritter geschlagen, und sie wurde – formal – Lady Redgrave. Sie benutzte diesen Höflichkeitstitel jedoch nicht offiziell. 1986 wurde Kempsons Autobiografie Life Among the Redgraves vom Verlag Dutton veröffentlicht. Sie starb am 24. Mai 2003 vier Tage vor ihrem 93. Geburtstag an einem Schlaganfall im Haus ihrer Enkelin Natasha Richardson.

## Filmografie (Auswahl)
- 1946: Das gefangene Herz (The Captive Heart)
- 1948: Qualen der Liebe (A Woman's Vengeance)
- 1963: Tom Jones – Zwischen Bett und Galgen (Tom Jones)
- 1966: Georgy Girl
- 1967: Minirock und Kronjuwelen (The Jokers)
- 1968: Der Angriff der leichten Brigade (The Charge of the Light Brigade)
- 1969: Rekruten im Todesdschungel (The Virgin Soldiers)
- 1970: Das Geheimnis von Schloß Thornfield (Jane Eyre)
- 1980: Der kleine Lord (Little Lord Fauntleroy)
- 1984: Das Juwel der Krone – Ans andere Ufer (The Jewel in the Crown)
- 1985: Jenseits von Afrika (Out of Africa)
- 1991: Onkel Wanja (Uncle Vanya)
- 1997: Déjà Vu